# آوانوس مدیکال
آوانوس مدیکال (انگلیسی: Avanos Medical) شرکت مراقبت سلامت آمریکایی است، که در سالر۲۰۱۴ تأسیس شد.